# Rotăria, Bacău
Rotăria (în trecut, Alexandru Jugănaru) este un sat în comuna Motoșeni din județul Bacău, Moldova, România.